# Doppelte Genauigkeit

Format einer Zahl in doppelter Genauigkeit nach IEEE 754

Doppelte Genauigkeit (englisch double precision oder auch double) steht in der Computerarithmetik für ein Gleitkomma-Zahlenformat, bei dem eine Zahl 8 Byte (also 64 Bit) belegt. Es belegt damit doppelt so viel Speicher wie Gleitkommazahlen einfacher Genauigkeit. Bei der Gleitkommadarstellung werden 11 Bit für den Exponenten verwendet und ein Bit für das Vorzeichen, die restlichen 52 Bit stehen für die eigentliche Zahlendarstellung (Mantisse) zur Verfügung. Eine Präzision von 53 Bit bedeutet umgerechnet ins Dezimalsystem eine ungefähre Auflösung auf 16 Stellen im Dezimalsystem ({\displaystyle 53\cdot \log _{10}(2)\approx 15{,}955}).
Die Bezeichnung ist nicht nur für Gleitkommazahlen vorbehalten, sondern auch für Ganz-Zahl-Formate anwendbar.
Die Darstellung von solchen Gleitkommazahlen ist seit dem Jahr 1985 durch das Institute of Electrical and Electronics Engineers in der Norm 754 spezifiziert.

## Weitere Genauigkeitsklassen
- Halbe Genauigkeit oder Minifloats
- Einfache Genauigkeit
- Vierfache Genauigkeit